# Kathryn Lewek
Kathryn Louise Blomshield Lewek (née le 2 août 1983) est une soprano dramatique colorature américaine.

## Études
Kathryn Lewek a fait du théâtre lorsqu'elle était enfant, et a commencé à jouer du piano et à chanter très jeune, mais ce n'est qu'au lycée qu'elle a pris conscience qu'elle pouvait en faire une carrière . D'abord formée en tant que pianiste, ce n'est que quelques années plus tard qu'elle a décidé de se former professionnellement au chant. Elle a fait ses études à l'Eastman School of Music avant de rejoindre Diana Soviero qui l'a lancée . En 2009, elle rejoint la Music Academy of the West de Montecito, en Californie, où elle poursuit ses études de soprano colorature avec Marilyn Horne .

## Carrière
De 2011 à 2017, Kathryn Lewek a chanté le Messie de Haendel avec l'Oratorio Society de New York au Carnegie Hall. Au cours de ces années, elle a également interprété les Requiem de Mozart et de Verdi, ainsi que la Messe en si mineur et l'Oratorio de Noël de Jean-Sébastien Bach .
En 2013, lors de ses débuts au Carnegie Hall dans Le Messie de Händel, Corinna da Fonseca-Wollheim du New York Times a loué sa « verve communicative et sa beauté saisissante ». Elle a également commenté son interprétation de « Rejoice greatly, O daughter of Zion », en particulier les choix de tempi et d'ornements, décrivant « He shall speak peace » comme « ornant avec amour la cadence d'une façon qui était à la fois originale et entièrement soumise à la musique.» 
Toujours en 2013, elle obtient le 3ᵉ prix du concours Operalia.
Bien qu'on lui avait conseillé de ne pas chanter la Reine de la nuit de La Flûte enchantée, Kathryn Lewek a interprété le rôle des centaines de fois dans les plus grands opéras d'Europe et des États-Unis , détenant le record du plus grand nombre d'interprétations du rôle au Métropolitain Opéra  dans lequel elle le chante chaque année depuis 2013.
Elle a chanté à Aix-en-Provence et à Barcelone . En 2017, elle est apparue dans le rôle de Ginevra dans Ariodante aux côtés de Cecilia Bartoli au Festival de Salzbourg . Elle a également interprété le rôle-titre de Lucia di Lammermoor .
En 2017, elle et Susanna Phillips ont chanté la messe en do mineur de Wolfgang Amadeus Mozart.
En 2018, elle a chanté l'air de Zerbinetta de l'opéra Ariane à Naxos sous le patronage du Deutsche Oper Berlin .
Elle a interprété le rôle d'Eurydice dans Orphée aux Enfers d'Offenbach, ainsi que les rôles des quatre héroïnes des Contes d'Hoffmann du même compositeur, Violetta dans La Traviata, Juliette dans l'opéra de Gounod, ou encore la Comtesse Adèle dans Le Comte Ory de Rossini.
En 2019, à la suite de sa grossesse, Kathryn Lewek a fait l'objet de nombreuses critiques sur sa silhouette ; mais de nombreuses personnes l'ont soutenue et défendue publiquement.
En 2023, elle fait ses débuts dans le rôle-titre de Lakmé à l'Opéra de Nice.

## Vie privée
Kathryn Lewek est mariée au ténor Zach Borichevsky, qu'elle a rencontré en 2015 lors de représentations de Lucia di Lammermoor, avec qui elle a deux enfants.